# Microvelia gerhardi
Microvelia gerhardi är en insektsart som beskrevs av Hussey 1924. Microvelia gerhardi ingår i släktet Microvelia och familjen vattenlöpare. Inga underarter finns listade i Catalogue of Life.